# Дахмані
Дахмані (араб. الدهماني) — місто в Тунісі. Входить до складу вілаєту Ель-Кеф. Станом на 2004 рік тут проживало 14 061 особа.